# Nant des Lautarets
Ne doit pas être confondu avec Nant des Lotharets.
Pour les articles homonymes, voir Lautaret.
Le Nant des Lautarets est un torrent de France situé en Savoie, dans les massifs du Beaufortain et du Mont-Blanc.

## Géographie
Prenant sa source sur l'adret du col de la Sauce, il passe au pied du Cormet de Roselend, traverse le Plan de la Lai, franchit de courtes gorges entre le rocher du Vent au nord-est et le roc du Biolley au sud-ouest pour se jeter dans le lac de Roselend.